# シェプセスカラー
シェプセスカラーとは、エジプト第5王朝の4代ファラオ。父はサフラー。サフラーの後、兄のネフェルイルカラー・カカイが即位し、その後シェプセスカラーが即位した(ただし、ネフェリルカラーの子のネフェルエフラーがシェプセスカラーの前に即位し、その後にシェプセスカラーが即位したという説もある)。シェプセスカラーの死後は甥のネフェルエフラー(ただし、異説に従った場合、シェプセスカラーの後を継いだのはネフェルエフラーの弟のニウセルラー)が王位を継いだ。彼はおそらくアブシールにある未完成のピラミッドの被葬者である。